# Henry Grey, VIII conte di Kent
Henry Grey (Blunham, 1583 – Londra, 21 novembre 1639) è stato un nobile e politico inglese.

## Biografia
Era figlio di Charles Grey, VII conte di Kent e di Susan Cotton.
Venne educato al Trinity College di Cambridge.
Il 16 novembre 1601, presso la Chiesa di Saint Martin-in-the-Fields, Henry sposò Elizabeth Talbot (1582 – 1651), figlia di Gilbert Talbot, VII conte di Shrewsbury e Mary Cavendish. Dall'unione non nacquero figli.
Venne eletto membro del parlamento per il Tavistock nel 1601 e venne creato cavaliere di contea per il Bedfordshire nel 1614.
Ricoprì l'incarico di Lord luogotenente del Bedfordshire dal 1621 al 1627 e ancora dal 1629 alla sua morte.
Dal 1621 al 1623 Henry aveva mantenuto l'ufficio assieme al padre Charles Grey; dal 1625 al 1627 e dal 1629 alla sua morte esercitò invece l'incarico con Thomas Wentworth, I conte di Cleveland.
Alla sua morte il titolo venne ereditato al discendente maschio più vicino, Anthony Grey.